# Ласка (Ријети)
Ласка је насеље у Италији у округу Ријети, региону Лацио.
Према процени из 2011. у насељу је живело 220 становника. Насеље се налази на надморској висини од 483 м.